# Слоф, Шардин
Шардин Слоф (нидерл. Chardine Sloof; род. 19 июля 1992, Ваддинксвен, Южная Голландия) — нидерландская (до 2015) и шведская биатлонистка, золотая медалистка чемпионата мира 2012 среди юниоров в гонке преследования и индивидуальной гонке. В 2020 году объявила о завершении профессиональной спортивной карьеры.

## Результаты

### Выступления на юниорских соревнованиях
В 2008 году впервые приняла участие в юношеском чемпионате мира по биатлону. Участвуя в последующие годы, каждый раз улучшала свой результаты. На юниорском чемпионате мира 2011 года Шардин пришла пятой в спринте. В 2012 году она завоевала 2 золотых медали в индивидуальной гонке и гонке преследования.
| Год  | Место проведения | Возраст | Индивидуальная | Спринт | Преследование | Эстафета |
| ---- | ---------------- | ------- | -------------- | ------ | ------------- | -------- |
| 2008 | Рупольдинг       | U19     | 27             | 23     | 41            | —        |
| 2009 | Кенмор           | U19     | 16             | 23     | 31            | —        |
| 2010 | Турсбю           | U19     | 42             | 8      | 31            | —        |
| 2011 | Нове Место       | U19     | 25             | 9      | 5             | —        |
| 2012 | Контиолахти      | U21     | 1              | 8      | 1             | —        |
| 2013 | Обертиллах       | U21     | —              | 31     | 26            | —        |

### Чемпионаты мира
В составе сборной Швеции на чемпионатах мира дебютировала в 2017 году. Заняв 44 место в спринте, квалифицировалась в гонку преследования, заняв там 57 место.
| Гонка                | Рупольдинг 2012 | Нове Место 2013 | Хохфильцен 2017 |
| -------------------- | --------------- | --------------- | --------------- |
| Спринт               | 114             | —*              | 44              |
| Преследование        | —               | —               | 57              |
| Индивидуальная гонка | 91              | —*              | —               |
| Масс-старт           | —               | —               | —               |
| Эстафета             | —               | —               | —               |
| Смешанная эстафета   | —               | —               | —               |

- В 2013 была заявлена в двух гонках, но не стартовала в спринте, а в индивидуальной не дошла до финиша.

### Кубок мира
- Дебют: 15 января 2011 года на 5-м этапе Кубка мира 2010/11 в норвежском Рупольдинге.
- Первые очки: 6 января 2017 года заняла 10 место в спринтерской гонке и набрала 31 очко.

| Сезон   | ОЗ   | ИГЗ  | СЗ   | ГПЗ  | МСЗ  |
| ------- | ---- | ---- | ---- | ---- | ---- |
| 2016/17 | 55-я | 71-я | 56-я | 60-я | 41-я |